# 鑓水
鑓水（やりみず）は、東京都八王子市の地名。現行行政地名は鑓水二丁目と鑓水（丁目なし）。住居表示未実施区域。郵便番号は192-0375（八王子南郵便局管区）。

## 地理

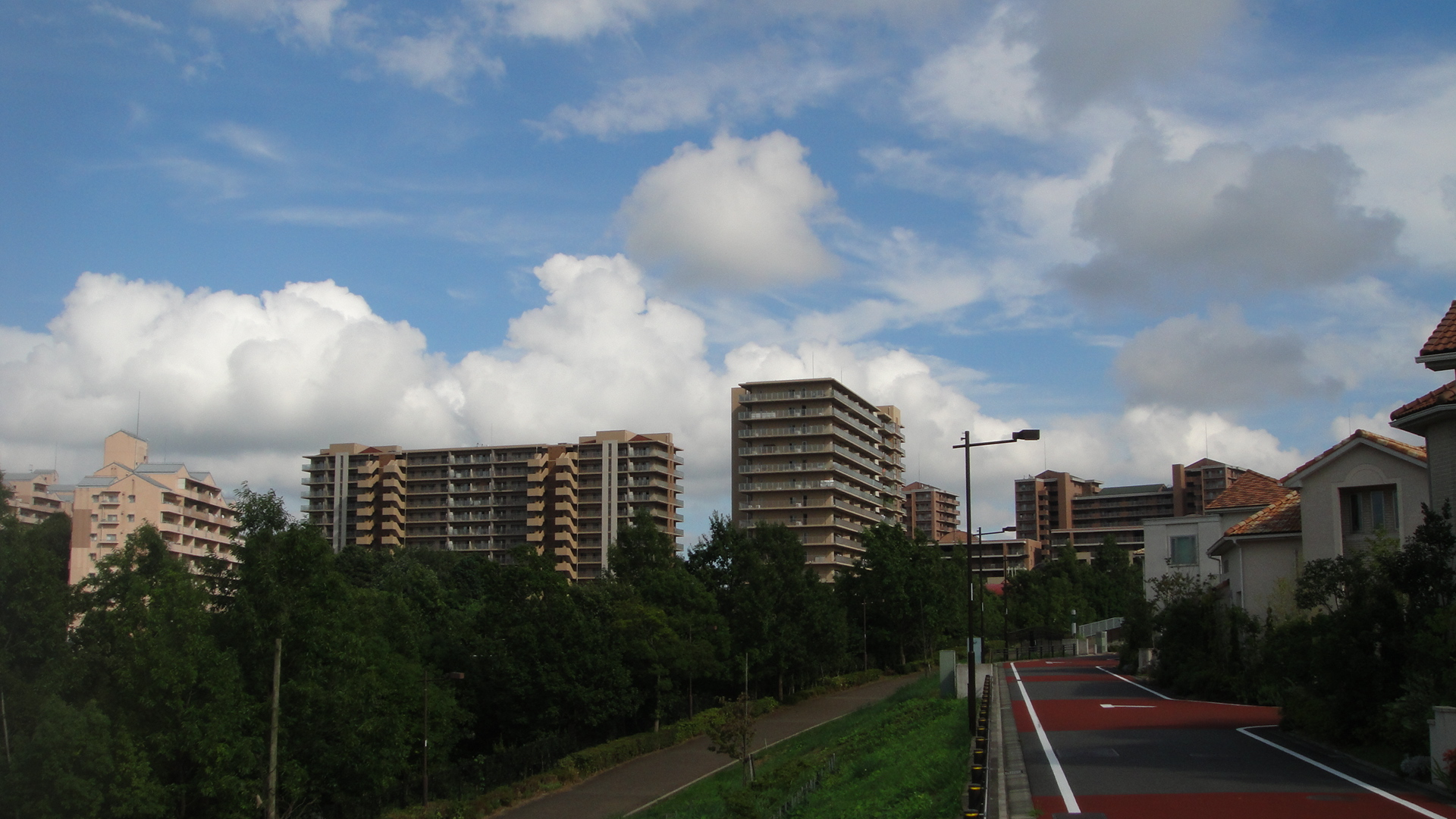
開発地域の風景

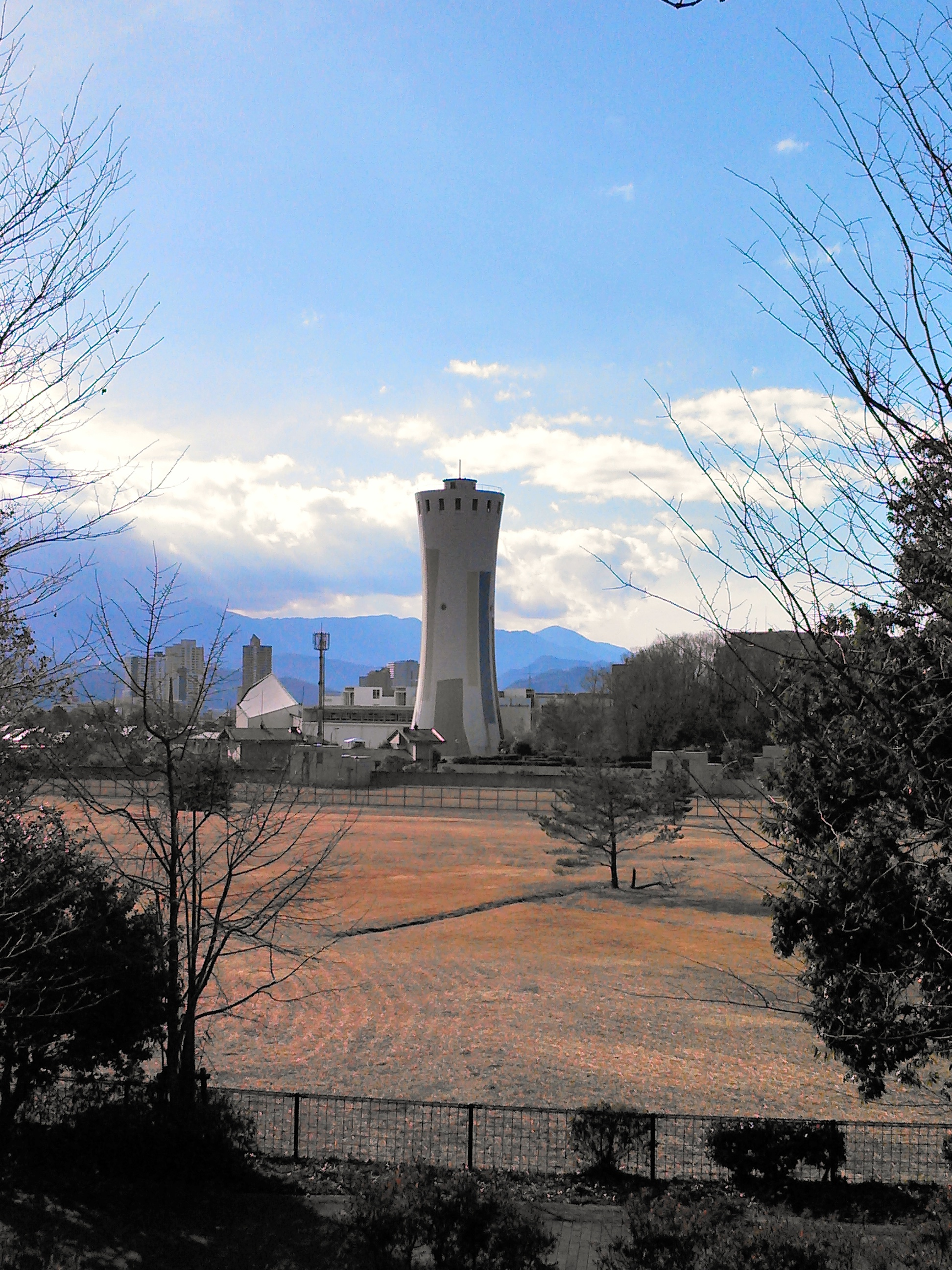
鑓水小山給水所の給水塔

東京都八王子市の南部に位置する地域。東で中山・上柚木・南大沢、南で町田市小山ヶ丘、西で町田市相原町、北で北野台・片倉町と隣接する。
由木盆地の最奥に位置し、周囲は多摩丘陵に囲まれている。多摩ニュータウンの開発地域内ではあるが、旧来の里山風景が残るなど、ほとんど開発がなされていない。一方鑓水二丁目には新しい団地が多く、近年は分譲住宅地開発や大型商業施設の開業など、変化が著しい。

### 山
- 御殿山
- 大塚山

### 河川
- 大栗川 - 別名「鑓水川」とも呼ばれ、川の源流がある。

### 小字

未開発地域の風景
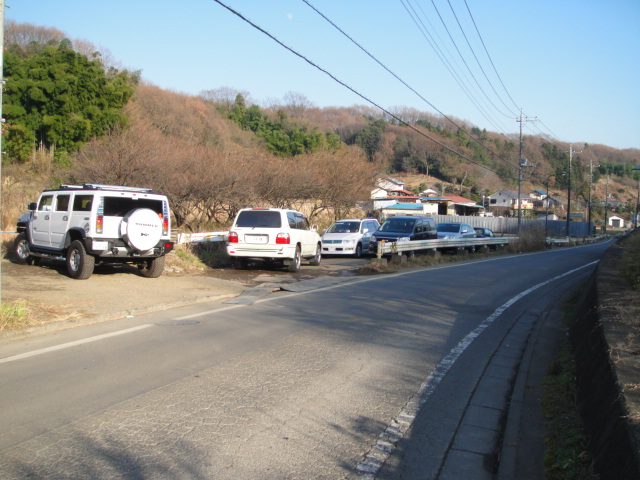
未開発地域の風景
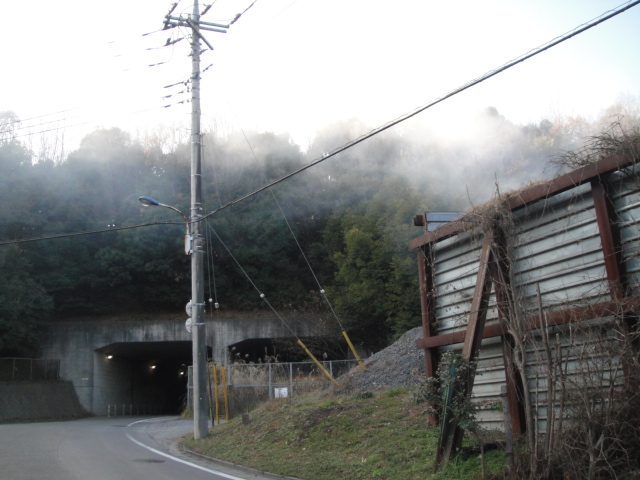
未開発地域の風景

- 東谷戸
- 伊丹木谷戸
- 北ノ街道
- 荒屋敷
- 嫁入谷戸
- 巌耕地
- 子之神谷戸
- 蘆
- 新堂
- 六塚

- 未開発地域の風景
- 未開発地域の風景
- 未開発地域の風景

### 峠
- 御殿峠 - 古くからの交通の要衝。現在は国道16号が横切るほか、古道も多く残っている。
- 鑓水峠

## 歴史

### 地名の由来
鑓水は大栗川の源流部にあたり湧水が大変豊富であった。そのため、多摩丘陵の斜面に槍のように尖らせた竹筒を打ち込んで飲料水を得ていた。この方法を「ヤリミズ」と言い、地名の由来になったと言われる。

### 鑓水商人
江戸時代、鑓水は生糸の取引で「江戸鑓水」と呼ばれるほどの賑わいを見せ、「鑓水商人」と呼ばれるという商人集団が生まれた。日米修好通商条約により横浜港が開港すると、高値で売りたい養蚕農家と生糸が欲しい外国商社との間を取り持ち、各地から生糸を買い集め、鑓水村にある自前の蔵に蓄え、頃合いをみて高値転売を行うという手法で一層発達した。この時代、平本平兵衛・八木下要右衛門・大塚徳左衛門・大塚五郎吉などの商人が活躍し、1851年（嘉永4年）にはまだ鎖国中にもかかわらず、外国人を接待するための「異人館」と呼ばれた螺旋階段つきの洋館まで建てられ、開国後にはイギリスの外交官、アーネスト・サトウも「異人館」を訪れて宿泊したという。。鑓水は最盛期を迎えるが、そのほとんどが明治時代の中頃までには没落してしまった。

### 絹の道
絹の道は、東京都八王子市から神奈川県横浜市までを結ぶ街道であり、鉄道が発展する明治中期頃まで、横浜港に向けて輸出用の生糸が運ばれていたルートである。浜街道、神奈川往還と呼ばれていたが、1957年（昭和32年）、郷土史家の橋本義夫によって「絹の道」と命名された。
1985年（昭和60年）、八王子市は市指定史跡「絹の道」の保全と環境整備を目的とする基本構想を策定した。この基本構想により、鑓水の生糸商で「石垣大尽」と呼ばれた八木下要右衛門家屋敷跡に、絹の道の中心施設となる休憩所つきの資料館が整備されることになった。1987年（昭和62年）から発掘調査による遺構の確認や石垣の修復が行われた後、1990年（平成2年）3月に木造の門や入母屋屋根を持つ絹の道資料館が完成、開館した。資料館付近の「御殿橋」から「絹の道碑」前までの絹の道（約1.5km）を市史跡に指定している。このうち約1kmの未舗装の部分は文化庁選定の「歴史の道百選」に選ばれている。

### 南津電気鉄道
鑓水に本社を置いていた鉄道事業者により計画された未成線。
没落をまぬがれた鑓水商人の末裔である大塚卯十郎によって計画された。神奈川県津久井郡川尻村（現・相模原市緑区）から多摩一の宮（現・多摩市一ノ宮、聖蹟桜ヶ丘駅付近）まで電気鉄道を敷設し、そこで玉南電鉄（現・京王電鉄京王線）に接続した上で新宿駅まで電車を直通させる計画であった。南多摩郡と津久井郡を結ぶ意味で社名を「南津電気鐵道株式會社」とした。1924年（大正13年）、鑓水の永泉寺で発起集会が行われ、大栗川横の空家を借りて事務所を開いた。1926年（大正15年）には鉄道免許を取得し、工事も第一期区間である鑓水近辺で一部レールの敷設も完了し、架線柱用の丸太まで準備されていたというが、1929年（昭和4年）の世界恐慌の影響で生糸の価格が暴落し、資金繰りが悪化したため工事は中断。計画は頓挫し、1934年（昭和9年）に会社は解散することとなった。

### 伝承・一つ目小僧の日
鑓水では、12月8日は「八日僧 (ようかぞう) 」といい、一つ目小僧が来る日とされている。 その日は家の表に竹で編んだ籠を吊るした。目がいっぱいあるように見え、それを見た一つ目小僧が退散するのだという。

### 沿革
- 江戸時代 - 武蔵国多摩郡鑓水村であった。由木村の他の地域とは異なり、韮山代官領であった。
- 1851年（嘉永4年） -  鑓水商人の八木下敬重によって、異人館が建設される。
- 1868年（慶応4年） - 韮山県成立に伴い、鑓水村は韮山県の一部となる。
- 1870年（明治3年） - 神奈川県に編入される。
- 1873年（明治6年） - 鑓水学校が創設される。
- 1875年（明治8年） - 鑓水商人の大塚忢郎吉らによって、道了堂が創建される。
- 1889年（明治22年） - 町村制施行に伴い、鑓水村は周辺10ヶ村と合併し、神奈川県南多摩郡由木村となる。
- 1893年（明治26年）- 南多摩郡が神奈川県から東京府に移管され、東京府南多摩郡由木村となる。
- 1924年（大正13年） - 大塚卯十郎らによって、南津電気鉄道建設計画が立てられる。
- 1934年（昭和9年）- 南津電気鉄道株式会社が解散。
- 1964年（昭和39年） - 由木村が八王子市に編入、八王子市鑓水となる。
- 1989年 （平成元年）- 一部の地域が住居表示実施により北野台3丁目に変更[12]。
- 1990年（平成2年） - 絹の道資料館が開館する。
- 1994年（平成6年） - 南部が鑓水2丁目として分割される。

### 史跡

小泉家屋敷

道了堂跡

- 小泉家屋敷

農家・郷土史家であった小泉栄一の屋敷。1878年建築の養蚕農家の茅葺き屋根造りの民家である。1972年（昭和47年）に東京都指定文化財に指定された。住居として使用されているため見学はできない。
- 大塚山公園（道了堂跡）

道了堂は1986年（昭和61年）に解体され、大塚山公園として整備されている。
- 大法寺裏遺跡

## 世帯数と人口
2017年（平成29年）12月31日現在の世帯数と人口は以下の通りである。
| 町丁・丁目 | 世帯数    | 人口    |
| ---------- | --------- | ------- |
| 鑓水       | 892世帯   | 1,785人 |
| 鑓水二丁目 | 2,786世帯 | 8,154人 |
| 計         | 3,678世帯 | 9,939人 |

## 小・中学校の学区
市立小・中学校に通う場合、学区は以下の通りとなる。
| 町丁・丁目 | 番地 | 小学校                 | 中学校               | 通学許可校           |
| ---------- | --- | ---------------------- | -------------------- | -------------------- |
| 鑓水       | 3〜14番地、28番地、40〜42番地、46番地5 47番地2、50〜1628番地、1633番地2 1633番地6、1634番地2、1638〜1648番地 1652〜1670番地、1671番地2、1672番地3 1673番地3、1922番地2、1923番地2 1924番地2、1925番地2、1926〜1927番地 1928番地3、1940番地3、1941番地5 1945番地2・7、1946番地2〜6、1947番地 1948番地2〜3、1949番地2、1950〜1952番地 1972番地1、1973〜1975番地、2006〜2011番地 2012番地2〜3、2013番地1、2014番地1 2015番地〜2020番地1、2021番地1 2021番地5〜14、2022〜2040番地、2041番地2 2065番地1、2066〜2068番地、2069番地2〜3 2071番地2、2072〜2073番地、2074番地2 2084〜2103番地1・6〜7、2104番地2・5 2105番地2〜4、2822~2851番地 | 八王子市立由木西小学校 | 八王子市立由木中学校 | 八王子市立鑓水中学校 |
| 鑓水       | 1〜2番地、15〜27番地、30〜39番地 43番地〜46番地4、47番地4、48番地 1630〜1631番地、1633番地5、1634番地1 1650〜1651番地、1671番地1、1672番地5〜6 1673番地5、1674〜1922番地1、1923番地1 1924番地1、1925番地1、1928番地1〜2 1929番地〜1940番地2、1941番地1〜3・9〜16 1942番地~1945番地1・3、1946番地1、1948番地1 1949番地4、1953〜1969番地、1972番地6 1976〜2005番地、2012番地1、2013番地2〜10 2014番地2、2020番地2・6、2021番地2〜4 2041番地1、2042〜2064番地、2065番地2〜4 2069番地1、2070番地〜2071番地1、2071番地4 2074番地1、2074番地4〜2083番地 2103番地2・5・8〜11、2104番地4、2105番地1 2106〜2821番地、2856番地                  | 八王子市立鑓水小学校   | 八王子市立鑓水中学校 |                      |
| 鑓水二丁目 | 全域 | 八王子市立鑓水小学校   | 八王子市立鑓水中学校 |                      |

## 交通

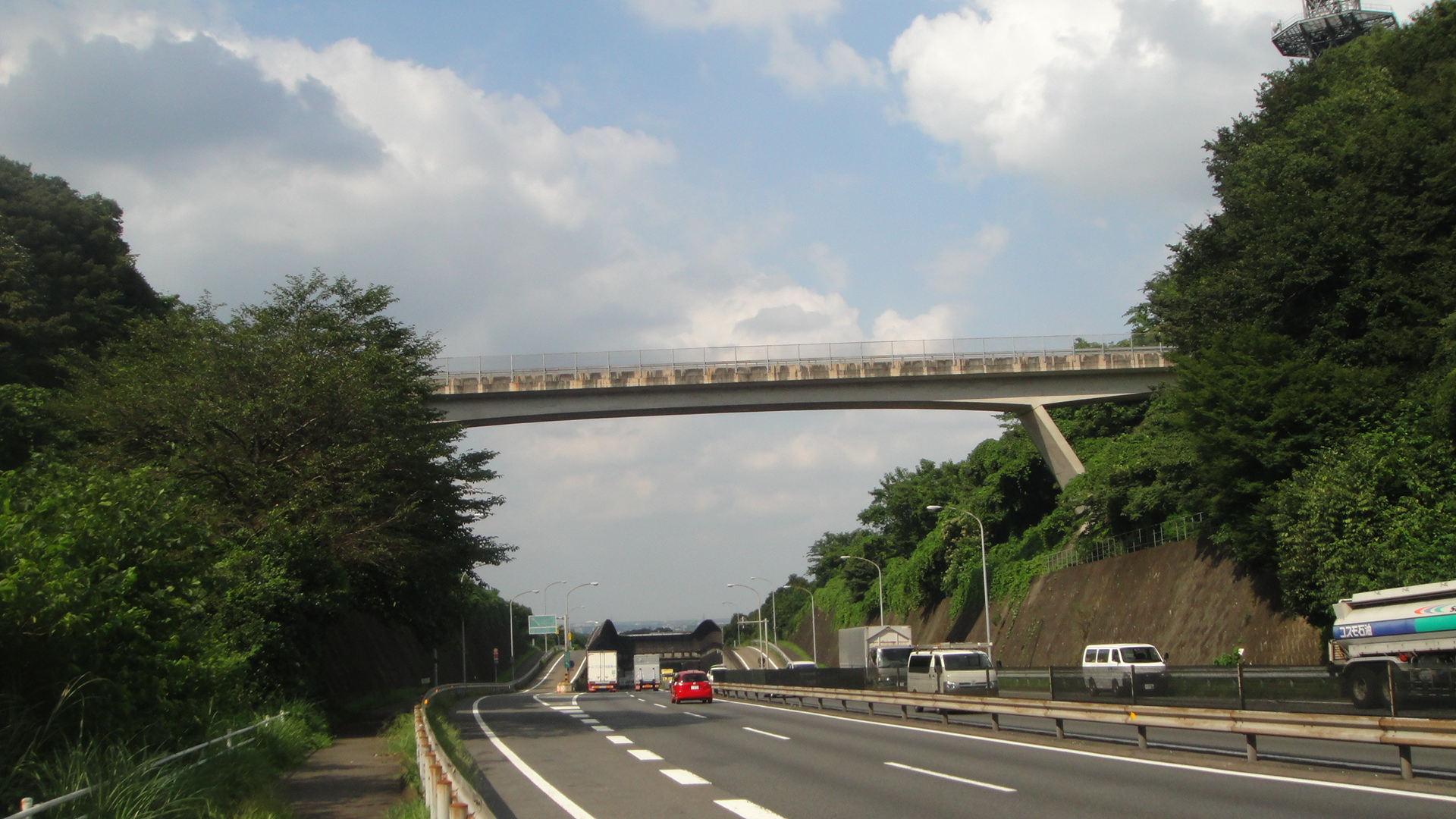
八王子バイパス道了山跨道橋

### 鉄道
町内に鉄道駅は存在しない。多摩ニュータウン区域へのアクセスは、京王相模原線南大沢駅から路線バスを利用するのが一般的である。

### バス
町域内で以下の事業者が路線バスを運行している。
- 京王バス南大沢営業所
- 神奈川中央交通多摩営業所

### 道路
- 国道16号八王子バイパス
  - 鑓水インターチェンジ -  ハーフICで出入口は八王子市街方向のみのため、相模原方向への出入りはできない。
- 国道16号（東京環状）
- 東京都道20号府中相模原線（柚木街道）

## 施設
- 東京消防庁第九消防方面本部消防救助機動部隊庁舎
- 山野美容芸術短期大学
- 多摩美術大学 八王子キャンパス
- 東京都立八王子南特別支援学校
- 八王子市立鑓水中学校
- 八王子市立鑓水小学校
- 鑓水水甫緑地 - 敷地内の遊歩道に水甫トンネルが造成されている。
- 多摩養育園
- 大塚山公園
- 鑓水公園
- 諏訪神社
- 永泉寺
- 絹の道資料館
- スーパービバホーム八王子多摩美大前店